# Johann Gottsched
Johann Gottsched (* 15. Juli 1668 in Königsberg (Preußen); † 10. April 1704 ebenda) war ein deutscher Arzt, Physiker und Meteorologe.

## Leben
Johann Gottsched studierte in seiner Vaterstadt Medizin. Wichtig für die Erweiterung seiner Welt- und Menschenkenntnis wurde für ihn eine 1687 im Alter von 19 Jahren unternommene Reise durch Holland, Italien und einen großen Teil Deutschlands. Nach seiner Rückkehr wurde er 1691 Amtsarzt zu Bartenstein in Ostpreußen sowie 1694 Lizenziat und außerordentlicher Professor der Medizin an der Universität Königsberg. Mit Erlangung der Doktorwürde 1701 erhielt er zugleich auch eine ordentliche Professur der Physik an der gleichen Hochschule. Die damals gegründete Akademie der Wissenschaften in Berlin ernannte ihn zu ihrem Mitglied. Am 10. April 1704 starb er im Alter von nur 35 Jahren in Königsberg. Er war ein Onkel väterlicherseits des Schriftstellers Johann Christoph Gottsched.
Die Muße, die ihm sein akademisches Lehramt gönnte, nutzte Gottsched für literarische Arbeiten. Er gab die Meteorologischen Jahresberichte in deutscher Sprache für die Jahre 1702 und 1703 heraus, ferner eine mit Bemerkungen und Zusätzen vermehrte neue Auflage der von Johannes Loesel verfassten Flora Preußens (Königsberg 1703–04) sowie einige zum Gebiet der Physiologie gehörige Dissertationen. So sind unter seinen weiteren Schriften noch hervorzuheben:
- De motu musculorum ex fundamentis physico-mechanicis, 1696
- Dissertatio phys. de luce et coloribus, 1701
- De aethere et aëre eorumque in corpus humanum ejusque humores vi atque operationibus
- De circulatione chyli, 1702